# Isaac-Joseph Berruyer
Isaac-Joseph Berruyer (1681-1758) fue un jesuita, historiador y catedrático nacido en Ruan, Francia.

## Biografía
Berruyer nació de una familia noble, e ingresó en la Compañía de Jesús, y después de haber sido catedrático de humanidades durante mucho tiempo, cesó, y se alojó en la casa profesa de París,y falleció en ella en 1758.
Como escritor, Berruyer, redactó una historia del pueblo de Dios, muy aplaudida desde el momento en que salió a la luz, en el que se ve el texto sagrado envuelto de todos los colores de los modernos, y su historia combinada de peculiaridades particulares y descollantes, no deja de atraer, como que está armonizada con arte y llena de reflexiones sensatas y prudentes, todo lo cual es una prueba nada equivoca de que Berruyer había nacido con mucho talento y un discernimiento clarividente.
Sobre la obra citada de Berruyer, la Santa Sede reprobó su obra en 1734 y en 1757, y más tarde fue reprochada por Benedicto XIV, por un breve de 17 de febrero de 1758, y Clemente XIII por otro de 2 de diciembre de 1759; la Sorbona de París también censuró sus obras e incluso los jesuitas rechazaron el libro de su compañero, exigiendo y consiguiendo de él una acto de acatamiento leído en la Sorbona, y al enfermar Berruyer, el tribunal del Parlamento de París, le envió un comisario a quien el historiador condenado entregó una declaración en forma de retracción, la cual fue archivada.

## Obras
- Historia del pueblo de Dios desde de su origen hasta el nacimiento del Messias:..., Madrid, viuda de Manuel Fernández, 1752-53, 12 vols, en 4º.
- Un libro de respuesta a las críticas sobre su obra: Recueil des critiques, qui ont paru contre l'histoire du peuple de Dieu, Ámsterdam, 1756.
- Un libro de defensa contra las calumnias de un libelo titulado "Proyecto de instrucción pastoral": Défense de la seconde partie de l'histoire du peuple de Dieu, Aviñón, 1755.
- Reflexions sur la foi adresses à M. l'Archeveque de París, 1762.
- Esame teologico, Lugano, 1763.
- Otras